# 埃里克·吉尔谈字体、排版与装帧艺术
《埃里克·吉尔谈字体、排版与装帧艺术》是英国字体设计师埃里克·吉尔所著的关于字体排印的著作，发表于1931年。书籍介绍20世纪30年代字体排印的艺术、工艺及发展状态。该书被誉为字体排印书籍中的经典，平面设计师保罗·兰德称其“不朽且精彩”。
该书初版护封使用无衬线字体Gill Sans，正文排版使用衬线字体Joanna，二者皆为吉尔自己的作品。Joanna设计类似手写体，使书籍正文具有手写文稿的风格。